# Монетт (Міссурі)
Монетт (англ. Monett) — місто (англ. city) в США, в округах Баррі і Лоуренс штату Міссурі. Населення — 9576 осіб (2020).

## Географія
Монетт розташований за координатами 36°55′18″ пн. ш. 93°55′33″ зх. д. / 36.92167° пн. ш. 93.92583° зх. д. (36.921766, -93.925937).  За даними Бюро перепису населення США в 2010 році місто мало площу 21,90 км², з яких 21,84 км² — суходіл та 0,06 км² — водойми.

### Клімат
| Клімат : Монетт       | Клімат : Монетт | Клімат : Монетт | Клімат : Монетт | Клімат : Монетт | Клімат : Монетт | Клімат : Монетт | Клімат : Монетт | Клімат : Монетт | Клімат : Монетт | Клімат : Монетт | Клімат : Монетт | Клімат : Монетт | Клімат : Монетт |
| Показник              | Січ.            | Лют.            | Бер.            | Квіт.           | Трав.           | Черв.           | Лип.            | Серп.           | Вер.            | Жовт.           | Лист.           | Груд.           | Рік             |
| Середній максимум, °C | 7,8             | 10,0            | 13,9            | 21,7            | 25,6            | 30,0            | 32,2            | 32,2            | 28,3            | 22,8            | 15,0            | 9,4             | 20,6            |
| Середній мінімум, °C  | −5              | −3,3            | 0,0             | 7,2             | 12,8            | 17,2            | 20,0            | 18,3            | 14,4            | 8,3             | 1,7             | −2,8            | 7,2             |
| Норма опадів, мм      | 38              | 56              | 81              | 107             | 124             | 119             | 91              | 71              | 107             | 76              | 66              | 66              | 1001            |
| Днів з опадами        | 5               | 6               | 8               | 9               | 9               | 8               | 7               | 7               | 6               | 6               | 7               | 6               | 84              |
| --------------------- | --------------- | --------------- | --------------- | --------------- | --------------- | --------------- | --------------- | --------------- | --------------- | --------------- | --------------- | --------------- | --------------- |
| Джерело: Weatherbase  |                 |                 |                 |                 |                 |                 |                 |                 |                 |                 |                 |                 |                 |

## Демографія
Згідно з переписом 2010 року, у місті мешкали 8873 особи в 3405 домогосподарствах у складі 2282 родин. Густота населення становила 405 осіб/км².  Було 3828 помешкань (175/км²).
Расовий склад населення:
| - 86,8 % — білих - 1,0 % — азіатів - 0,9 % — корінних американців - 0,8 % — чорних або афроамериканців - 0,1 % — вихідців з тихоокеанських островів - 8,5 % — осіб інших рас |

До двох чи більше рас належало 1,9 %. Частка іспаномовних становила 19,0 % від усіх жителів.
За віковим діапазоном населення розподілялося таким чином: 27,8 % — особи молодші 18 років, 57,7 % — особи у віці 18—64 років, 14,5 % — особи у віці 65 років та старші. Медіана віку мешканця становила 34,0 року. На 100 осіб жіночої статі у місті припадало 92,7 чоловіків;  на 100 жінок у віці від 18 років та старших — 89,4 чоловіків також старших 18 років.
Середній дохід на одне домашнє господарство  становив 47 478 доларів США (медіана — 36 872), а середній дохід на одну сім'ю — 54 216 доларів (медіана — 47 917). Медіана доходів становила 34 250 доларів для чоловіків та 26 657 доларів для жінок. За межею бідності перебувало 28,0 % осіб, у тому числі 44,0 % дітей у віці до 18 років та 21,4 % осіб у віці 65 років та старших.
Цивільне працевлаштоване населення становило 3668 осіб. Основні галузі зайнятості: виробництво — 23,1 %, науковці, спеціалісти, менеджери — 14,3 %, освіта, охорона здоров'я та соціальна допомога — 14,0 %.